# Данијел Хакет
Данијел Лоренцо Хакет (енгл. Daniel Lorenzo Hackett; Форлимпополи, 19. децембар 1987) италијанско-амерички је кошаркаш. Игра на позицијама плејмејкера и бека, а тренутно наступа за Виртус из Болоње.

## Биографија
Поникао је у млађим категоријама Пезара, а након селидбе у САД играо је колеџ кошарку на Универзитету Јужна Каролина у периоду од 2006. до 2009. године. Како није изабран на НБА драфту 2009, одлучио је да се врати у Италију.
Прву сениорску сезону провео је у Бенетону из Тревиза, а наредне две у матичном Скаволинију из Пезара. У јулу 2012. потписао је за Монтепаски из Сијене у коме се задржао све до децембра 2013. године. Монтепаски је 2013. освојио све националне титуле (првенство, куп и суперкуп), а Хакет је био проглашен за најкориснијег играча у сва три такмичења. У децембру 2013. приступио је Олимпији из Милана са којом је у сезони 2013/14. освојио титулу првака Италије. На крају сезоне 2014/15. напустио је Милано. У јулу 2015. постао је члан Олимпијакоса. У клубу из Пиреја је провео наредне две сезоне и освојио је једно првенство Грчке (2016). Дана 5. јула 2017. договорио је двогодишњу сарадњу са Брозе Бамбергом, али се тамо ипак задржао само једну сезону. Дана 17. јула 2018. потписао је двогодишњи уговор са московским ЦСКА. Са екипом ЦСКА је освојио Евролигу у сезони 2018/19. У фебруару 2020. је продужио уговор са ЦСКА на још две године. Два пута је био и освајач ВТБ јунајтед лиге (2019, 2021). Услед Руске инвазије на Украјину, Хакет је почетком марта 2022. раскинуо уговор са ЦСКА. Одмах затим је потписао за Виртус из Болоње.
Са младом репрезентацијом Италије је освојио бронзану медаљу на Европском првенству 2007. године. Са сениорском репрезентацијом Италије је наступао на три Европска првенства (2011, 2015, 2017) као и на Светском првенству 2019. у Кини.

## Успеси

### Клупски
- Монтепаски Сијена:
  - Првенство Италије (1): 2012/13.
  - Куп Италије (1): 2013.
  - Суперкуп Италије (1): 2013.
- Олимпија Милано:
  - Првенство Италије (1): 2013/14.
- Олимпијакос:
  - Првенство Грчке (1): 2015/16.
- ЦСКА Москва:
  - Евролига (1): 2018/19.
  - ВТБ јунајтед лига (2): 2018/19, 2020/21.
- Виртус Болоња:
  - Првенство Италије (1): 2024/25.
  - Еврокуп (1): 2021/22.

### Појединачни
- Најкориснији играч финала Првенства Италије (1): 2013.
- Најкориснији играч Купа Италије (1): 2013.
- Најкориснији играч Суперкупа Италије (1): 2013.
- Најкориснији играч плеј-офа ВТБ јунајтед лиге (1): 2021.

### Репрезентативни
- Европско првенство до 20 година:  2007.